# Anthony Rother
Anthony Rother (ur. 29 kwietnia 1972 r. we Frankfurcie nad Menem) – kompozytor muzyki elektronicznej, producent muzyczny i właściciel wytwórni płytowych: psi49net, Datapunk oraz Stahl Industries.
Muzykę tworzoną przez Rothera charakteryzuje monotonny rytm, przekształcony przez vocoder wokal, nastrój określany przez niektórych jako futurystyczna melancholia i teksty o skutkach rozwoju technicznego, relacjach między człowiekiem a maszyną i o roli komputerów w społeczeństwie.
Anthony Rother nagrywa również pod pseudonimami Family Lounge, Little Computer People, Lord Sheper i Psi Performer.

## Dyskografia
- 1997 - Sex With The Machines
- 2000 - Simulationszeitalter
- 2001 - Electro Pop (jako Little Computer People)
- 2001 - Art is a Division of Pain (jako PSI Performer)
- 2002 - Hacker
- 2003 - Elixir of Life
- 2003 - Live Is Life Is Love
- 2004 - Magic Diner
- 2004 - Popkiller
- 2005 - Art Is A Technology
- 2006 - This is Electro
- 2006 - Super Space Model
- 2007 - Moderntronic
- 2008 - My Name Is Beuys Von Telekraft
- 2010 - Popkiller II
- 2011 - 62 Minutes on Mars
- 2011 - The Machine Room
- 2011 - Vom Urknall Zur Maschine